# Иваненко, Владимир Михайлович
Владимир Михайлович Иване́нко (23 ноября 1938 — 7 августа 2021, Петрозаводск) — советский и российский живописец, заслуженный деятель искусств Карельской АССР (1991), народный художник Республики Карелия (2008).

## Биография
Родился и воспитывался в семье кадрового офицера, участника Великой Отечественной войны. Детство и школьные годы прошли в военных гарнизонах Мурманской, Ленинградской, Омской областей, Карельской АССР.
Трудовую деятельность начал в 1957 году художником-оформителем, в 1961—1967 годах работал учителем рисования в школах Ленинграда.
В 1966 году окончил художественно-графический факультет вечернего отделения Ленинградского государственного педагогического института.
С 1967 года ― в Карельской АССР, работал учителем черчения в школе посёлка Шуя, художником-декоратором на Петрозаводской студии телевидения. В 1970—1971 годах исполнял обязанности главного художника Петрозаводска.
В 1973 году был принят в Союз художников СССР.
С 1964 года работы Владимира Михайловича представлялись на более 100 художественных выставках в СССР, России и за рубежом.
Произведения Иваненко находятся в Государственном Русском музее, Музее изобразительных искусств Республики Карелия, Мурманском художественном музее, в частных коллекциях в России и за рубежом. Умер 7 августа 2021 года в Петрозаводске.